# Château de Folembray
Le château de Folembray était un château royal à Folembray, en France. Il faisait partie des domaines royaux et était un pavillon de chasse favori des rois de France. Il est détruit au cours du XVIIe siècle.

## Historique
En 1209, Enguerrand III, seigneur de Coucy, fait construire un château fort à Folembray. Il était situé dans la partie la plus haute du village et comptait quatre tours. Au XVIe siècle, ce château est rasé.
Le roi François Ier le fait remplacer dans le style Renaissance. La construction, supervisée par le maître maçon Pierre Tâcheron, commence vers 1538 et s'achève en 1543. Des ajouts sont effectués par Jean Lemoisne entre 1546 et 1547. Le château devient le pavillon de chasse favori du roi. Son fils, le roi Henri II, aimait également y séjourner. 
Durant la dixième guerre d'Italie, l'armée impériale de Charles Quint entre en Picardie au printemps 1554 et ravage le pays. Les troupes mettent le feu au château et en détruisent la plus grande partie. Le 21 juillet, les Français contre-attaquent et incendient les palais de Binche et de Mariemont, résidences de la sœur de Charles Quint, la reine Marie de Hongrie, gouverneure des Pays-Bas des Habsbourg. Henri allume lui-même le feu et fait apposer une plaque sur les ruines : « Souviens-toi de Folembray, reine insensée ! ».
Henri II revient néanmoins à Folembray et fait restaurer le palais. Son fils Henri III offre le château à sa demi-sœur illégitime, Diane. Lorsqu'elle meurt sans héritiers, le domaine revient à la couronne de France.
Le château est à nouveau une résidence royale sous Henri IV. En janvier 1596, l'édit de Folembray est signé au château, traité de paix entre Henri IV et Charles de Mayenne, chef de la Ligue catholique, qui accepte de se soumettre au roi.
Après Henri IV, les rois n'utiliseront plus Folembray comme résidence royale. Plusieurs fois ravagé par le passage des armées entre 1649 et 1653, le château est démoli en 1672 sous le règne de Louis XIV. 
De 1700 à 1703, les ruines du château sont utilisées comme verrerie pour la fabrication de glaces, mais l'entreprise échoue face à la concurrence de la proche manufacture royale de Saint-Gobain.
Aujourd'hui, il ne reste que quelques vestiges du château. Un autre « château de Folembray » a été construit en 1859, mais à un autre endroit, au nord-ouest de la ville.

## Architecture
Le château de Folembray était de conception similaire au château de Villers-Cotterêts, avec une cour très allongée, bordée de bâtiments simples et de pavillons rectangulaires. Aujourd'hui, le château ne peut être admiré qu'à travers des gravures, comme celles réalisées par Jacques Androuet du Cerceau ou la représentation du château sur les plans à fresque de la galerie des Cerfs du château de Fontainebleau.

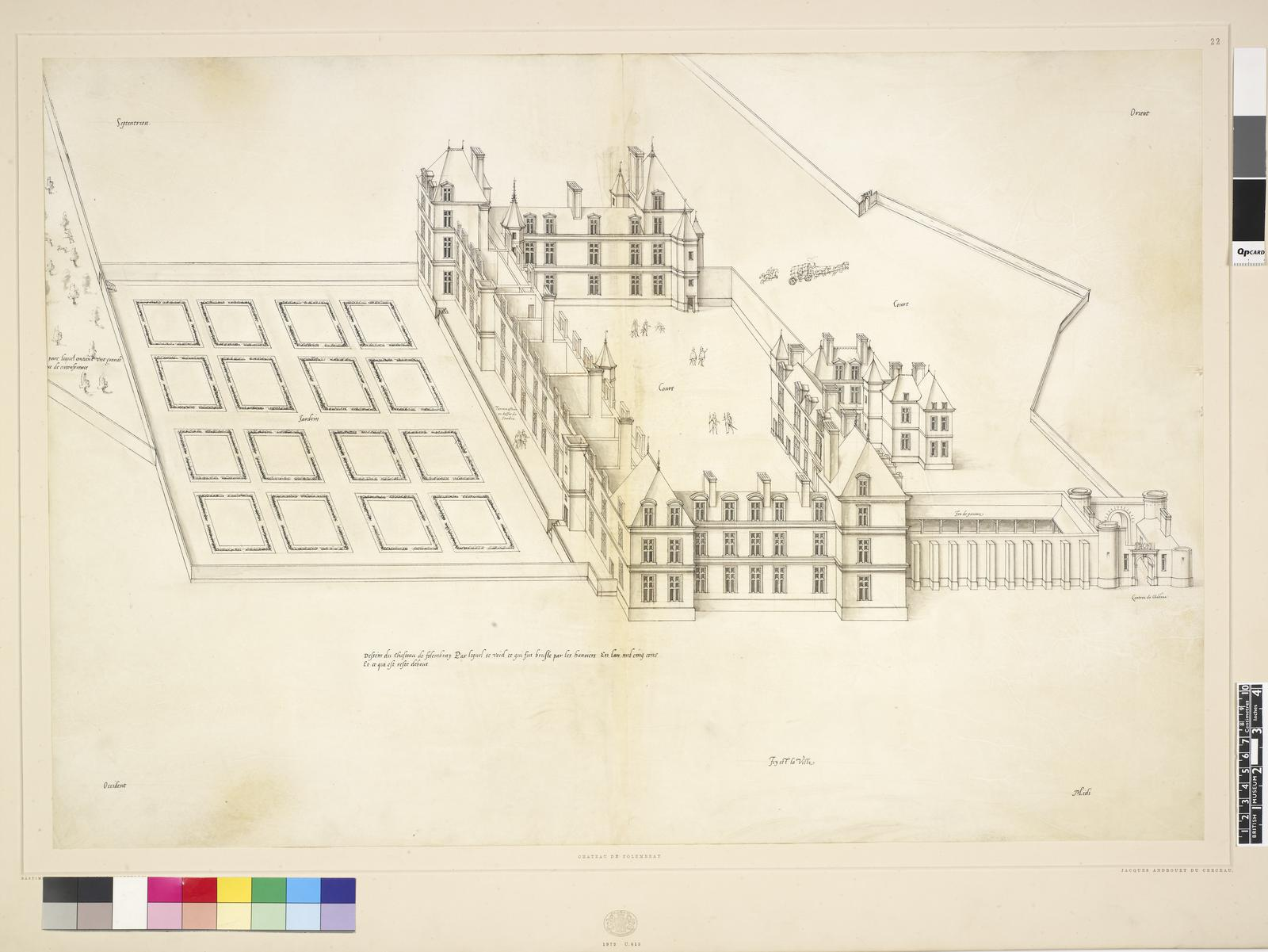
Le château de Folembray par Jacques Androuet du Cerceau (années 1570).